# Antonia Tryphaina

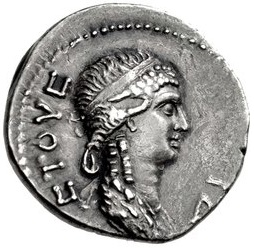
AR-Drachme (17 mm, 3,47 g) Diademierte und drapierte Büste der Tryphaina rechts; Legende: ETOYC IΔ΄ (Jahr 14, ca. 38-64) um. (Andere Seite: diademierter Kopf des Königs rechts, Legende: ΠΟΛΕΜΩΝΟC).

Antonia Tryphaina (* um 15 v. Chr.; † um 49 n. Chr.?), auch Tryphaena oder Tryphäna genannt, war von 22 (oder 33) bis 38 n. Chr. Königin von Pontos. Die heute fast völlig unbekannte Tryphaina war in der ersten Hälfte des 1. Jahrhunderts eine zentrale Persönlichkeit im östlichen Mittelmeerraum: Ihre Söhne Kotys und Polemon beherrschten den Pontos, Kleinarmenien und einen Teil Arabiens, ihr Bruder Zenon Großarmenien, ihr Schwiegersohn war König von Thrakien.

## Herkunft und Familie
Antonia Tryphaina war die Tochter von Polemon I., 37–38 v. Chr. König von Pontos, und der Pythodoris, einer Enkelin des Marcus Antonius, und damit eine entfernte Cousine von Nero und Caligula. Von ihren drei Brüdern sind zwei, Zenon Artaxias III., 18–35 König von Großarmenien, und Marcus Antonius Polemon namentlich bekannt, ein dritter fungierte als Verwalter ihrer klugen Mutter Pythodoris. Tryphainas Mutter Pythodoris heiratete in zweiter Ehe Archelaos, den Schwiegervater der Herodessöhne Alexander und Herodes Archelaos. Glaphyra war also eine Stiefschwester der Tryphaina.
Tryphaina war verheiratet mit dem Thrakerkönig Kotys VIII. Thrakien war unter Augustus nach dem Tod des Rhoimetalkes um 12 n. Chr. unter dessen Bruder Rhaskuporis und dessen Sohn Kotys VIII. geteilt worden. Kotys erhielt das Land der Odrysen und Asten. Kotys war auch Archon in Athen und erbaute eine Säulenhalle am Asklepiostempel in Epidauros. Etwa 17/18 wurde Kotys von seinem Onkel, dem König Rhaskuporis, bei einem Friedensbankett unter dem Vorwand der Verschwörung gefangengesetzt. Als Tiberius seine Auslieferung verlangte, ließ Rhaskuporis Kotys töten und täuschte Selbstmord vor. Tryphaina klagte Rhaskuporis im Jahr 19 in Rom vor dem Senat an. Rhaskuporis wurde zu Verbannung verurteilt und Thrakien zwischen Rhoimetalkes, dem Sohn des Rhaskuporis, und den noch unmündigen Söhnen der Tryphaina aufgeteilt.
Tryphaina, die mit dem römischen Kaiserhaus über ihre Mutter Pythodoris, die Tochter von Marcus Antonius’ ältesten Tochter verwandt war, ließ ihre Söhne in Rom zusammen mit dem jungen Caligula im Hause der Livia Drusilla erziehen. Nachdem Claudius im Jahre 42 n. Chr. seine (im Jahr 29 n. Chr. gestorbene) Großmutter Livia Drusilla zur Göttin erheben ließ, ist Tryphaina als eine ihrer Priesterinnen bezeugt.

## Nachkommen
- Der Sohn Polemon war 37/38 König von Kleinarmenien, seit 38 bis 64 als Nachfolger seiner Mutter Tryphaina König von Pontos, 38–42 König des kimmerischen Bosporus, 41–68 König von Kilikien. Etwa 55 trat er zum jüdischen Glauben über und ließ sich beschneiden, um die herodianische Prinzessin Berenike zu heiraten, womit er kurzzeitig zum Schwager des Judäerkönigs Herodes Agrippa II. wurde. Wie aus gemeinsamen Münzbildern hervorgeht,[8] herrschte Tryphaena 38–42 zusammen mit ihrem Sohn Polemon über das Bosporanische Reich.
- Die Tochter Pythodoris (* 2) heiratete ihren Cousin Rhoimetalkes III., der (ebenfalls in Rom erzogen) von Caligula 38 zum König von Thrakien ernannt wird. Rhoimetalkes III. wurde im Jahre 46 von Aufständischen oder von seiner Frau Pythodoris ermordet. Thrakien wurde danach römische Provinz.[9]
- Der Sohn Kotys (* 10) war ebenfalls in Rom mit Caligula erzogen worden. Im Jahr 38 (etwas später als seinem Bruder)[10] verlieh ihm Caligula auf Senatsbeschluss Armenia minor (Kleinarmenien) und später auch noch Teile Arabiens.[11]

## Tryphaina in der Legende
In Kyzikos wurde zu Ehren der Antonia Tryphaina ein Beschluss der Stadt in Stein gemeißelt. Später wurde eine „Tryphaina von Kyzikos“ (Tochter des Edelmannes „Anastasios“ und der „Sokratia“) als christliche Heilige verehrt. Der Statthalter „Caesarius“ verurteilte sie wegen Verspottung der heidnischen Bildnisse zum Feuertod, der ihr nichts anhaben konnte, beim Zerschneiden der Fesseln spießte sie sich an Eisen auf, blieb aber unversehrt. Letztlich nahm sie ein Stier auf die Hörner, womit ihr Martyrium beschlossen war (Gedenktag 31. Januar oder 5. Februar). So mag die Heilige von Kyzikos den Namen der im Laufe der Jahrhunderte immer christlicher erscheinenden Antonia Tryphaina erhalten haben.
In den apokryphen Paulusakten vom Ende des 2. Jhs. erscheint in der Legende der Thekla Tryphaina im (syrischen?) „Antiochia“ als Königin und Verwandte des Kaisers (Claudius?). Die wunderschöne Thekla wird, weil sie dem Syrer Alexander nicht zu Willen ist, zum Tierkampf verurteilt. Tryphaina nimmt nun die fälschlich angeklagte Thekla auf ein Traumgeheiß ihrer verstorbenen Tochter Falconilla hin an Kindes statt an und bittet um Fürbitte für ihre verstorbene Tochter. Während der dramatischen Tierkampfszene mit Löwen und Bären und wilden Stieren (u. a. tauft sich Thekla in einem Becken mit gefährlichen Robben) fällt Tryphäna in Ohnmacht und man befürchtet ihren Tod. Aus Furcht vor der Rache des Kaisers wird Thekla freigelassen. Tryphäna und ein Teil ihrer Dienerschaft wird bekehrt: „Jetzt glaube ich, dass die Toten erwachen! Jetzt glaube ich, dass mein Kind lebt! Komm herein, und alles was mein ist, will ich dir vermachen.“ Thekla bleibt acht Tage bei Tryphäna und lehrt das Wort Gottes, so dass auch die meisten Bediensteten zum Glauben kommen. Dann sehnt sie sich nach Paulus und fährt weiter nach Myra, wo man für Tryphaina betet. „Tryphaina nun sandte ihr viele Gewänder und Gold, so dass sie (davon) Paulus zurücklassen konnte für den Dienst an den Armen.“
Dieser Übertritt der Tryphaina zum Christentum mag über die Erwähnung einer Tryphaina im Brief des Paulus an die Römer (Röm 16,12) als Gegenstück zum aufsehenerregenden Übertritt ihres Sohnes Polemon zum Judentum gestaltet worden sein. Auch ihre Schwiegertochter Berenike galt (wie die Tryphaina-„Tochter“ der Legende) als eine der schönsten Frauen ihrer Zeit (aus Berenike wurde später die christliche Veronika). Darüber hinaus stammte Paulus bekanntlich aus Tarsus in Kilikien (Apg 21, 39), so dass Antonia Tryphaina (nach der Übereignung der Provinz an ihren Sohn Polemon im Jahr 41 n. Chr.) als Königinmutter quasi als natürliche Unterstützungsinstanz für den Apostel gedacht werden konnte.

## Bedeutung
Tryphaina ist in der 1. Hälfte des 1. Jhs. eine zentrale Figur im Adelswirrwarr des östlichen Mittelmeerraumes. Damit ist sie geradezu eine Zentralfigur in der engen verwandtschaftlichen Verflechtung der damaligen Herrscherklasse. Dass gerade sie in den späteren Paulusüberlieferungen als wichtige Person erscheint, spiegelt diese Bedeutung.